# 2024年達吉斯坦襲擊
當地時間2024年6月23日，俄羅斯達吉斯坦共和國遭遇一系列協同恐怖襲擊。傑爾賓特一座猶太會堂和兩座東正教教堂，以及馬哈奇卡拉一座猶太會堂及一所警崗遭到襲擊。
達吉斯坦共和國首腦謝爾蓋·梅利科夫報告稱，襲擊中有16名警察、1名神父和多名平民喪生，此外6名恐怖分子亦被擊斃。俄羅斯當局將此襲擊定性為恐怖活動。

## 背景
俄羅斯北高加索地區居民主要信仰伊斯蘭教。自1990年代以來，該地區一直處於戰亂之中，曾經歷兩次車臣戰爭。車臣戰爭結束後，俄羅斯與伊斯蘭主義勢力之間的恐怖襲擊和衝突持續到2010年代。自2017年起，北高加索地區的暴力活動再度增加，主要歸因於伊斯蘭國的影響。2015年，該組織宣佈在北高加索設立「分支機構」。
自2023年10月以來，以色列—哈馬斯戰爭爆發，俄羅斯的猶太社區面臨日益增加的暴力威脅。2024年3月，莫斯科一座音樂廳遭受恐怖襲擊，造成145人死亡，成為俄羅斯二十年來最嚴重的恐怖襲擊事件。該襲擊由伊斯蘭國呼羅珊省宣稱負責。

## 襲擊

### 傑爾賓特

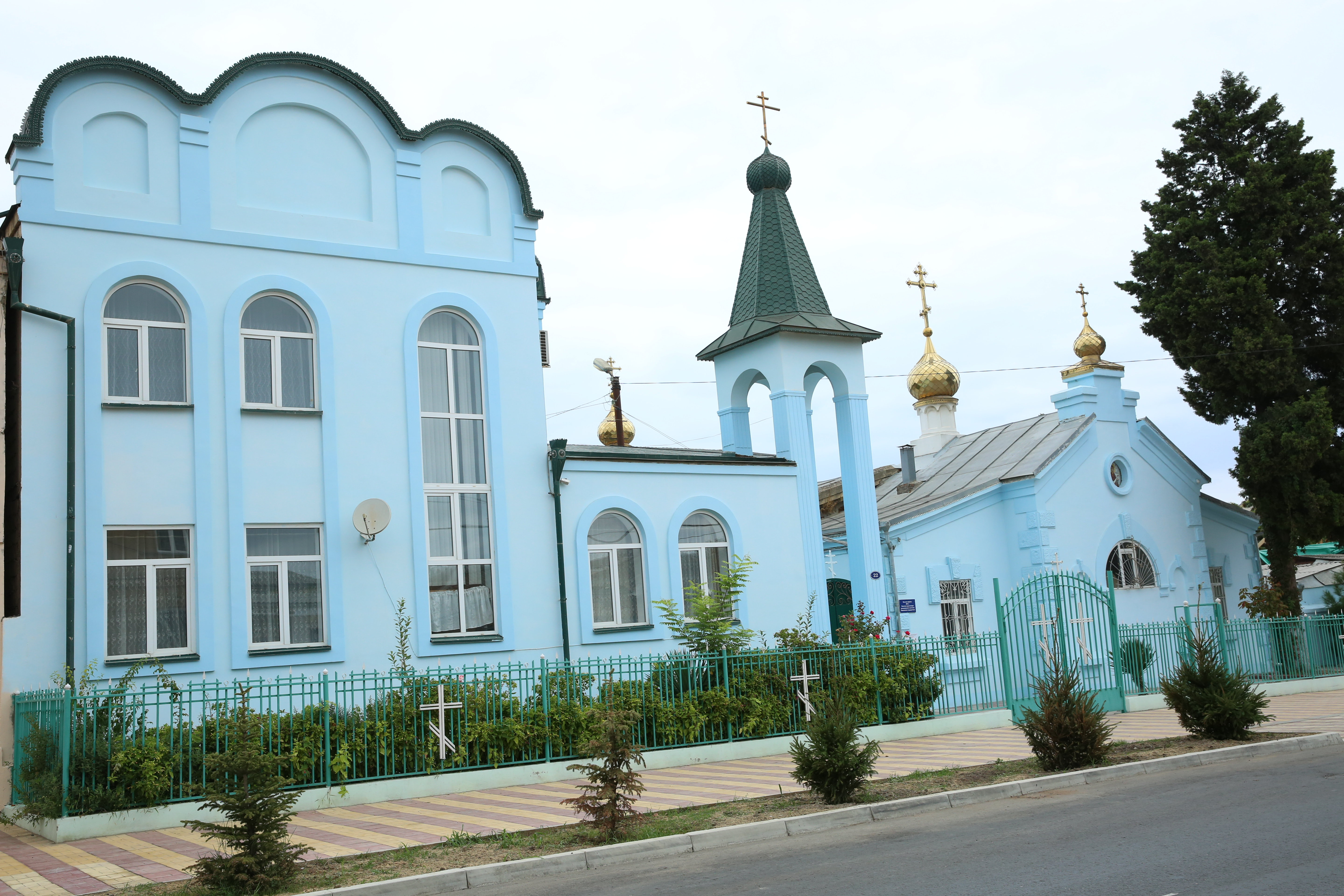
聖母瑪利亞代禱教堂，該市唯一的東正教教堂

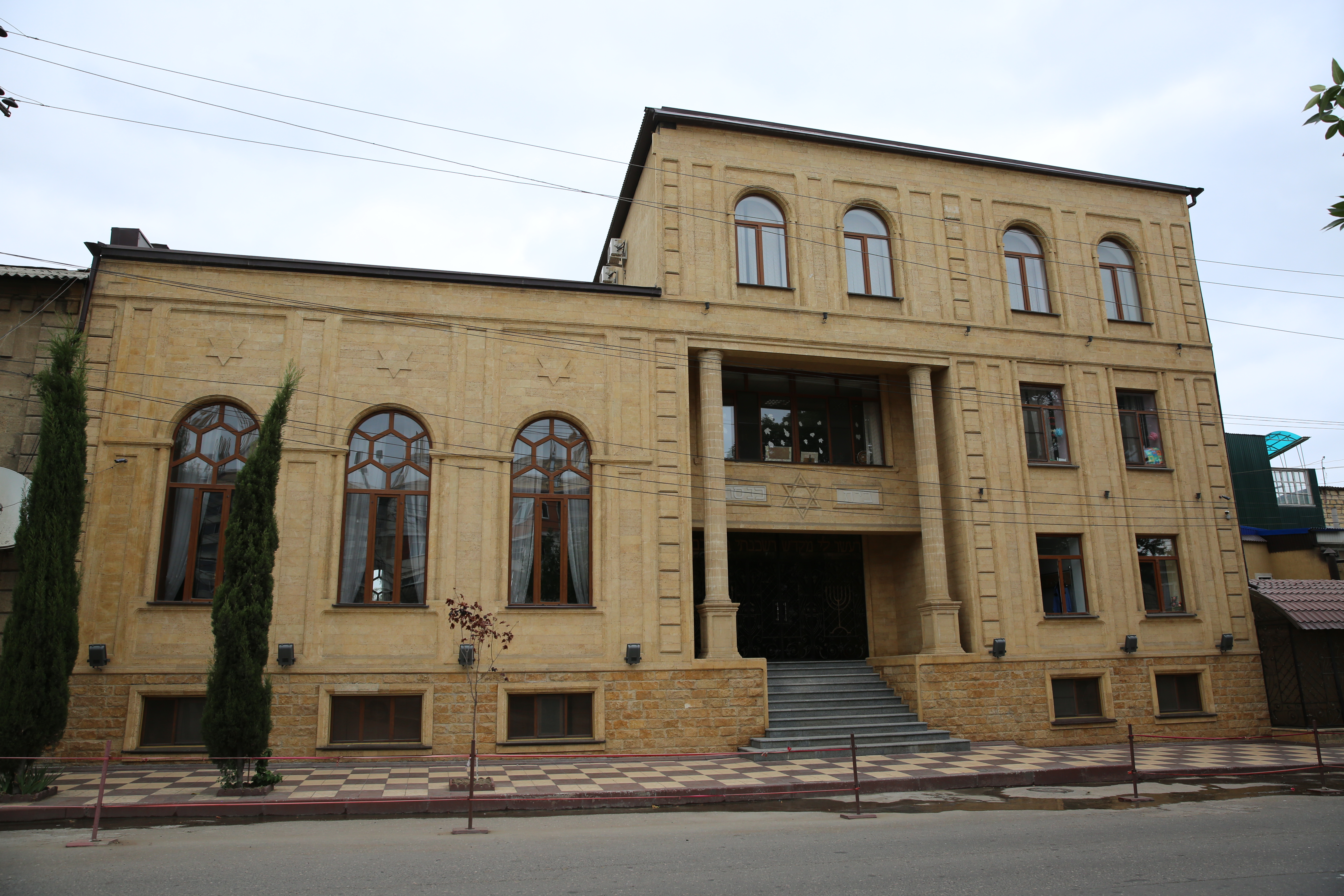
凱萊-努馬茲猶太會堂，該市唯一的猶太會堂

當日6月23日正是俄羅斯東正教五旬節主日，當晚18時左右，位於達吉斯坦第二大城市傑爾賓特列寧街的聖母瑪利亞代禱教堂發生襲擊，襲擊者攜帶步槍、自動武器和燃燒彈。襲擊者將66歲神父割喉，焚燒教堂的聖像，並點燃教堂。據報導指，襲擊者高喊「真主至大」。目擊者報告教堂附近聽到槍響和見到煙霧，整個傑爾賓特警察部隊都處於戒備狀態。
與此同時，傑爾賓特的凱萊-努馬茲猶太會堂遭到自動武器射擊，並被縱火。Telegram使用者發佈警車被槍擊和猶太會堂燒毀的影片。
襲擊者開著一輛白色福斯Polo逃離現場。19人在教堂內避難，隨後被救出。
20時20分左右，達吉斯坦共和國啟動反恐行動制度，裝甲車進入城市。襲擊者被圍困在距離教堂500米的餐廳內。21時20分，塔斯社記者報導稱，傑爾賓特市中心停電。RT電視台於22時06分發佈襲擊者在傑爾賓特被捕的影片。

### 馬哈奇卡拉
幾乎與傑爾賓特遭遇襲擊的同時，達吉斯坦共和國首府及最大城市馬哈奇卡拉也遭到襲擊，其距離傑爾賓特約125公里。
馬哈奇卡拉的埃爾莫什基納街的猶太會堂起火。據報導火災已被撲滅，無人傷亡。
同時，未知身份武裝分子也襲擊當地聖母升天大教堂，襲擊者並向交通警察崗位開火，強迫人們下車。影片顯示，襲擊者身穿黑衣，用機槍射擊過往的警車。
馬哈奇卡拉和傑爾賓特當局都啟動「攔截」計劃，安全部隊封鎖馬哈奇卡拉和傑爾賓特的出入境點。
大約在當地時間19時左右，俄羅斯內政部發佈一段影片，展示襲擊者在馬哈奇卡拉的穆罕默德加吉耶夫街向警察開火。影片中幾名襲擊者的面部特徵清晰可見。19時50分，2名襲擊者被擊斃，另有2名襲擊者被逮捕。

### 謝爾戈卡拉
據報導指，22時左右，安全部隊前往謝爾戈卡拉「執行戰鬥任務」，其與武裝分子在村中心發生槍戰，一名警察受傷。

## 襲擊者
最初關於襲擊者數量的報導相互矛盾。達吉斯坦共和國總統梅利科夫表示，有6名「歹徒」被「消滅」，而國家反恐委員會最初稱5名槍手被「消滅」。後來，當局確認4名襲擊者在馬哈奇卡拉被警方擊斃，另外2名在傑爾賓特被擊斃。
俄羅斯官媒塔斯社報導稱，襲擊者是「國際恐怖組織的追隨者」，執法部門正在識別其指揮者和組織者，但未點名該組織。許多達吉斯坦的武裝分子曾前往敘利亞和伊拉克加入伊斯蘭國，該組織在2015年宣稱在北高加索建立「分支機構」。
美國戰爭研究所報告稱，伊斯蘭國高加索省是伊斯蘭國的分支，可能策劃此次襲擊。伊斯蘭國呼羅珊省的「阿札姆媒體」賬號在襲擊後不久稱讚「高加索的兄弟」展示他們的實力。然而，戰爭研究所注意到「阿札姆媒體」並未直接聲稱對襲擊負責，並認為其提及高加索是強烈暗示伊斯蘭國高加索省是此次襲擊的幕後黑手。
俄羅斯媒體報道稱，達吉斯坦共和國謝爾戈卡拉區區長穆罕默德·奧馬羅夫的2名兒子和1名侄子是馬哈奇卡拉襲擊中的襲擊者之一。他們隨後與警察的駁火中被擊斃。
據報導指，全數襲擊者都是達吉斯坦當地人。
被擊斃的6名襲擊者身份如下：
- 奧斯曼·奧馬羅夫，31歲，謝爾戈卡拉區區長穆罕默德·奧馬羅夫的兒子[43]。
- 阿迪爾·奧馬羅夫，37歲，穆罕默德·奧馬羅夫的兒子[44]。
- 阿卜杜薩馬德·阿馬季耶夫，32歲，穆罕默德·奧馬羅夫的侄子。
- 加吉穆拉德·卡吉洛夫，28歲，哈比布·努曼格莫多夫俱樂部的綜合格鬥選手，阿卜杜勒馬納普·努曼格莫多夫的學生[26][45][46]。
- 阿里‧札卡里耶夫，35歲，公正俄羅斯—愛國者—為了真理黨謝爾戈卡拉區前主席（至2022年），穆罕默德·奧馬羅夫的侄子[47][48]。
- 達爾加特·道多夫，43 歲，是一家建築合作社的負責人，也是奧馬羅夫兄弟在另一家建築合作社的同事[49]。

雖然一些襲擊者最初乘車逃逸，但目前尚不清楚被擊斃的6名嫌犯是否包括所有襲擊者，或是否仍有襲擊者在逃。

## 遇害者
達吉斯坦共和國首腦梅利科夫報告稱，這次襲擊中有15名警察和數名平民喪生，另外還有6名襲擊者被擊斃。平民傷亡中包括一名來自傑爾賓特猶太會堂的人。達吉斯坦公共監察委員會主席沙米爾·哈杜拉耶夫在他的Telegram頻道上透露，根據他的消息來源得知，東正教教堂神父尼古拉·科捷爾尼科夫在傑爾賓特在教區居民前被割嚨而死。他在傑爾賓特聖母瑪利亞代禱教堂服務四十多年。教堂保安僅配備氣槍，也被槍殺。
達吉斯坦奧格尼警察局長馬夫魯丁·希迪爾納比耶夫在傑爾賓特的戰鬥中身受重傷，其後傷重死亡。

## 反應
俄羅斯總統弗拉基米爾·普京向襲擊事件的遇害者表示哀悼。
梅利科夫稱，襲擊者的主要目標是散播恐慌和恐懼。他稱「這些非人類指望的是恐慌和恐懼。他們休想達吉斯坦人會中計！我敦促大家保持冷靜。」
謝爾戈卡拉區區長穆罕默德·奧馬羅夫在事後辭去區長職務，並被統一俄羅斯黨開除黨籍，其原為該黨的地區支部書記。其後奧馬羅夫被俄羅斯聯邦安全局官員拘留和審訊。
俄羅斯總統駐北高加索聯邦管區全權代表尤里·柴卡稱，達吉斯坦的恐怖襲擊是企圖破壞北高加索的局勢。
俄羅斯人權專員塔季揚娜·莫斯卡科娃譴責該恐怖襲擊的肇事者，並對遇害者表示深切哀悼。
印古什共和國首腦馬哈茂德-阿里·卡利馬托夫將恐怖襲擊與烏克蘭在塞瓦斯托波爾的轟炸事件聯繫起來，稱這是「敵人」試圖破壞國家穩定的聯合行動。國家杜馬國際事務委員會主席列昂尼德·斯盧茨基在Telegram上寫道，這些襲擊是從俄羅斯境外策劃，目的是「製造恐慌並分裂俄羅斯人民」，並將其與塞瓦斯托波爾的襲擊聯繫起來。達吉斯坦共和國人民議會議員阿卜杜勒哈基姆·哈吉耶夫在Telegram上發帖稱，他「毫不懷疑」烏克蘭和北約國家的情報機構與這些襲擊有關。同時，聯邦委員會議員德米特里·羅戈津呼籲不要將這次恐怖襲擊視為「烏克蘭和北約的陰謀」，因為他認為，如果所有此類襲擊都這樣解釋，將會引發問題。
車臣共和國首腦拉姆贊·卡德羅夫譴責馬哈奇卡拉和傑爾賓特發生的恐怖襲擊是「一次卑鄙的挑釁，企圖在不同信仰之間造成不和」。
莫斯科牧首基里爾為在達吉斯坦恐怖攻擊中喪生的尼古拉·科捷爾尼科夫神父和其他受害者祈禱。他表示，襲擊發生在東正教基督徒慶祝五旬節當天「並非巧合」，稱「敵人並沒有放棄破壞我們社會內部宗教間和平與和諧的企圖」。
俄羅斯猶太社區聯合會主席亞歷山大·博羅達拉比呼籲俄羅斯猶太社區保持冷靜，不要回應挑釁。他要求執法機構加強宗教場所的安全措施。
以色列外交部報告稱，猶太會堂被「徹底燒毀」。
專門研究北高加索的政治與安全分析師哈羅德·錢伯斯表示，俄羅斯當局「顯然對這次襲擊措手不及」，並補充說，這次事件顯示了「俄羅斯反恐能力與恐怖分子在俄國境內行動能力之間的脫節」。人權觀察組織的坦妮亞·洛克希娜稱這次襲擊是「俄羅斯情報機構的一次重大失敗」。

## 後續
俄羅斯反恐機構於6月24日表示，早前針對襲擊者發起的「反恐行動制度」在擊斃5名槍手後結束。達吉斯坦共和國宣佈於6月24日至26日為事件哀悼三日。在哀悼期內，共和國境內將懸掛國旗。達吉斯坦共和國的文化、電視和廣播機構將取消所有娛樂活動和節目。梅利科夫下令在檢查和審查達吉斯坦共和國所有擔任領導職務者的個人記錄。
科捷爾尼科夫神父於6月26日葬於在聖母瑪利亞代禱教堂，他自1979年以來一直在那裡服務。普京向科捷爾尼科夫和其他殉職警察授予勇氣勳章；其他參與其中的警察獲得勇敢獎章，殉職教堂警衛也獲得英勇獎章。據其新聞秘書德米特里·佩斯科夫稱，普京不打算就達吉斯坦襲擊事件發表特別講話。
據俄羅斯國家杜馬議員希茲里·阿巴卡羅夫稱，聯邦委員會議員蘇萊曼·克里莫夫承諾資助修復受損的教堂和猶太會堂，並向死者家屬每人支付500萬盧布。

## 另見
- 2018年基茲利亞爾教堂槍擊事件
- 番紅花城市大廳襲擊
- 2023年北高加索反猶太騷亂
- 烏伊塔什機場反猶太騷亂
- 頓河畔羅斯托夫看守所人質危機